# Chiesa di San Giovanni Evangelista (Monzuno)
La chiesa di San Giovanni Evangelista è la parrocchiale di Monzuno, in città metropolitana ed arcidiocesi di Bologna; fa parte del vicariato di Setta-Savena-Sambro.

## Storia

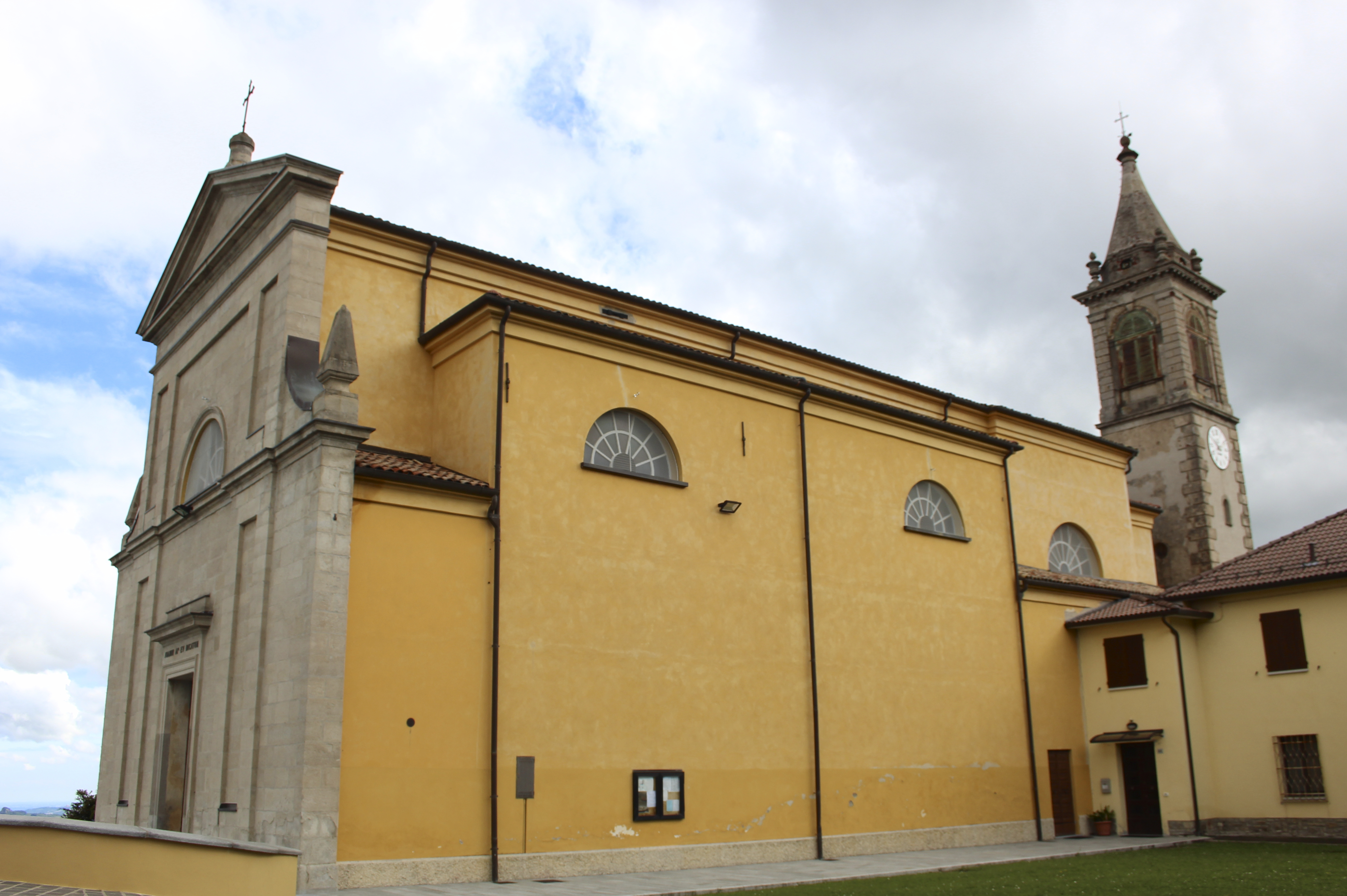
Il fianco della chiesa

La primitiva chiesa di Monzuno, che sorgeva in cima al monte, era filiale della pieve di San Pietro di Sambro.
Nel 1376 l'originaria chiesetta fu sostituita da una nuova in paese.
Nel 1487 il giurispatronato della parrocchia fu acquisito dalla famiglia Morandi.
Nel 1504 la chiesa, che era in stile romanico, subì un intervento di ristrutturazione ad opera di due capomastri lombardi.
Nel 1582 la parrocchiale fu elevata al rango di pieve.
L'edificio venne ampliato e ammodernato nel 1836 grazie all'interessamento di don Adamo Barbieri e nel 1838 il campanile seicentesco 
fu dotato di un concerto di quattro campane
La chiesa venne rifatta nuovamente tra il 1865 ed il 1891 su progetto di Giuseppe e Vincenzo Brighenti.

## Descrizione

### Esterno
La facciata a salienti della chiesa, in pietra grigia, è divisa da una cornice marcapiano in due registri, entrambi i quali sono caratterizzati da lesene binate; l'ordine superiore presenta, inoltre, una finestra semicircolare.

### Interno
L'interno è a navata unica con tre cappelle laterali per lato; l'aula termina con il presbiterio, rialzato d due gradini e a sua volta chiuso dall'abside semicircolare. Opere di pregio conservate nella chiesa sono l'organo, costruito da Alessio Verati nel 1836, l'altare maggiore in marmo, opera di Angelo Rasori, la pala d'altare raffigurante san Giovanni Evangelista e gli altari laterali di Santa Margherita, di San Luigi Gonzaga, dei santi Fabiano e Sebastiano, della Beata Vergine del Rosario e di Gesù Crocifisso.
Nella cella del bel campanile gugliato, in pietra a vista, è issato un bel concerto di quattro campane in tono di sesta maggiore (Fa3-Sib3-Do4-Re4) fuse da Serafino Golfieri nel 1838. Montati su telaio in ferro, i bronzi possono essere suonati manualmente "a doppio" secondo l'usanza tipica bolognese. La locale squadra campanaria fu in passato una delle più brave e rinomate, molto conosciute e apprezzate nell'ambiente, aggiudicandosi innumerevoli premi e riconoscimenti nelle gare e manifestazioni campanarie a cui hanno preso parte.